# Sigarettenhouder

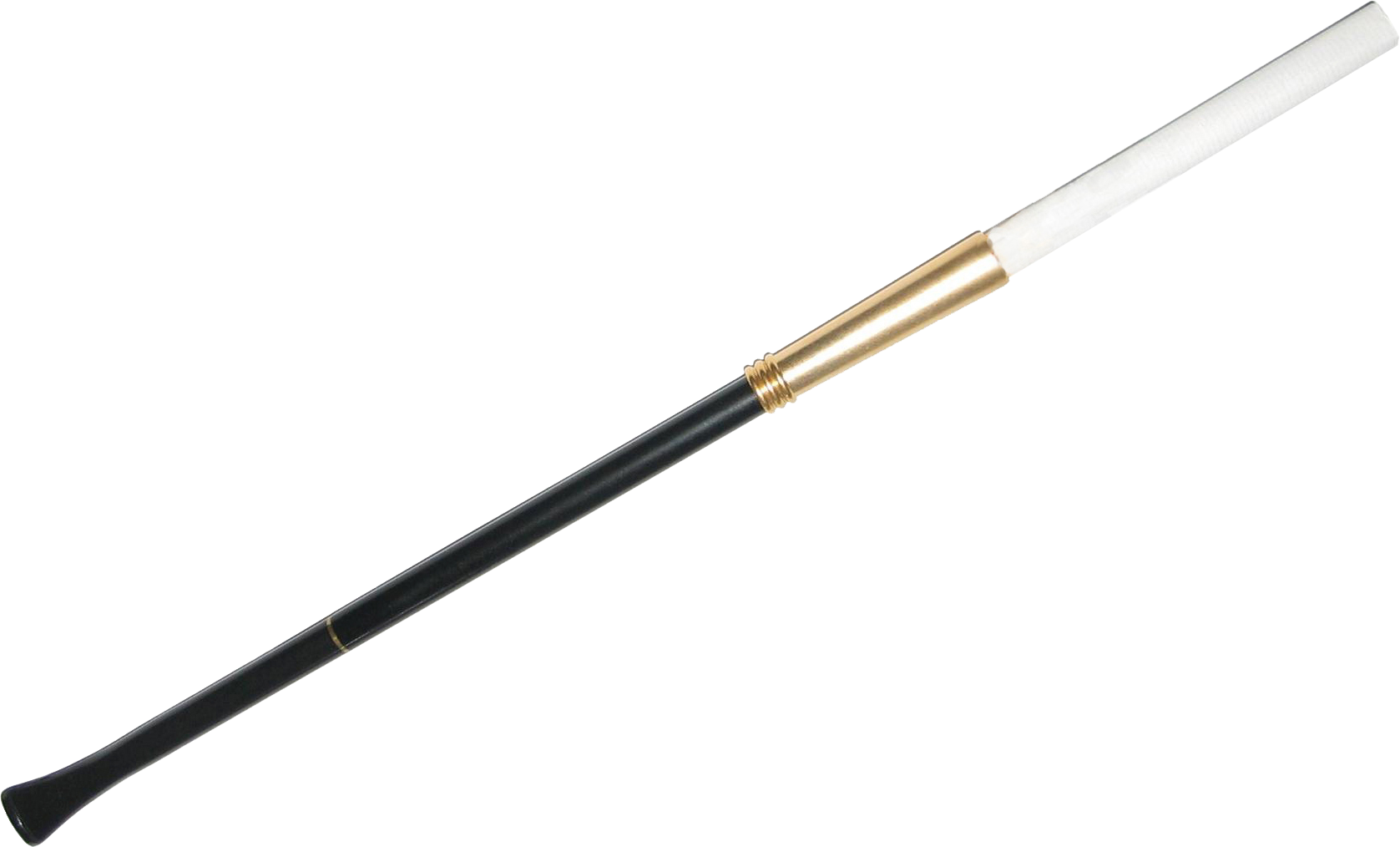
Sigarettenhouder

De sigarettenhouder is een rookattribuut dat vooral in de jaren 1920 frequent voorkwam.
Het pijpje bevat een soort filter waardoor de rook minder zwaar wordt.
Daarom werd het onder meer veel gebruikt door vrouwen in de tijd dat de filtersigaret nog niet bestond. Die stak immers pas de kop op in de  jaren zestig.
Heden ten dage is het veel moeilijker iemand te vinden die nog gebruikmaakt van dit voorwerp, maar het wordt nog steeds gebruikt.
Er bestaat nog een Duitse firma die ze op de markt brengt, namelijk Denicotea. Ze kunnen soms nog gekocht worden bij tabaksspeciaalzaken.